# Voidokilià
Voidokilià (en grec Βοϊδοκοιλιά) és una platja al nord del municipi de Pilos, al sud-oest del Peloponès, a Grècia. La platja és orientada a l'oest al mar Jònic, amb una característica forma d'omega. La platja queda separada per una barra de sorra de l'adjacent llacuna de Iàlova, que és un hàbitat aquàtic protegit per als ocells migratoris. A la part sud de la platja hi ha un castell medieval franc anomenat Paleokastro (etimològicament ‘castell antic’). Sota el promontori del castell hi ha la cova de Nèstor, on s'han trobat restes neolítiques.